# روکو پاپالئو
روکو پاپالئو (انگلیسی: Rocco Papaleo؛ زادهٔ ۱۶ اوت ۱۹۵۸) یک کارگردان، بازیگر و خواننده اهل ایتالیا است.

## زندگی‌نامه
در رم برای تحصیل ریاضی به دانشگاه رفت اما برای حضور در کلاسهای تئاتر آن را رها کرد. او کار خود را در سال ۱۹۸۵ با بازی در نمایش سالواتوره ماتیا آغاز کرد. در سال ۱۹۸۹، او اولین حضور سینمایی خود را در فیلمی به کارگردانی آلساندرو دالتاری و بازی در مجموعه تلویزیونی آغاز کرد.
او مشهور به همکاری طولانی مدت با لئوناردو پیراچونی است. او کارگردانی خود را با فیلم Basilicata Coast to Coast در سال ۲۰۱۰ شروع کرد که برنده روبان نقره‌ای و جایزه دیوید دوناتلو بهترین کارگردانی شد.
از فیلم‌های او می‌توان به فارغ التحصیلان، مأموران مخفی ویژه، سرانجام، خوشبختی و جایزه، چه روز زیبایی، نهار یکشنبه، پاینده‌باد ایتالیا و مکان اشاره کرد.